# 朝日山城 (出羽国)
朝日山城（あさひやまじょう）は、出羽国遊佐郡（のち羽後国飽海郡）朝日山、現在の山形県酒田市北沢字楯山にあった日本の城（中世の山城）。

## 概要
酒田市東部に位置する生石矢流川に面する山地西端の山上、矢流川八幡宮の境内から東に登っていくと主郭部に至る。東端は2重の空堀と枡形虎口が築かれている。本丸跡と思われる山頂は平坦になっており、庄内平野北部を一望できる。二の郭付近などに石垣の跡も見られるが損傷が激しく形状ははっきりしない。

## 歴史
治承・寿永の乱（源平合戦）以後、庄内地方に土着した池田彦太郎秀盛によって南北朝時代の1335年（建武2年）頃に築かれた山城であると言われる。以来、代々出羽池田氏が居城とし、15世紀後半には東禅寺城の前森氏、新田目城の留守氏、観音寺城の来次氏、砂越城の砂越氏らと共に割拠する状態となった。
安土桃山時代の城主池田讃岐守盛周の代に十五里ヶ原の戦いにおいて上杉家の家臣・本庄繁長に攻められ、落城した（朝日山城の戦い）。

## 逸話
南北朝時代、朝日山城の麓を流れる川をはさんで、武士たちが矢をうち合って戦争をしたという。戦いの後、川下に矢が流れていったことから、以来その川の名を「矢流川」（やだれがわ）と呼ぶようになったという。現在も川の名と地名として残っている。
矢流川の上流域、酒田市生石地区には「武士の滝」や「八幡神社」など、武士に由来する地名や旧跡、石碑や伝承等が残されているという。また、矢流川の源流となる鷹尾山頂上付近の湿地帯は「三千坊谷地」と呼ばれ、戦国時代には源範という名の僧兵が住んでいたという。

## 遺構
城は八幡神社の東の山頂にあり、八幡神社の境内にも城郭遺構が残る。